# Eremiaphila denticollis
Eremiaphila denticollis är en bönsyrseart som beskrevs av Lucas 1855. Eremiaphila denticollis ingår i släktet Eremiaphila och familjen Eremiaphilidae.

## Underarter
Arten delas in i följande underarter:
- E. d. denticollis
- E. d. tunetana